# Divisoria de aguas

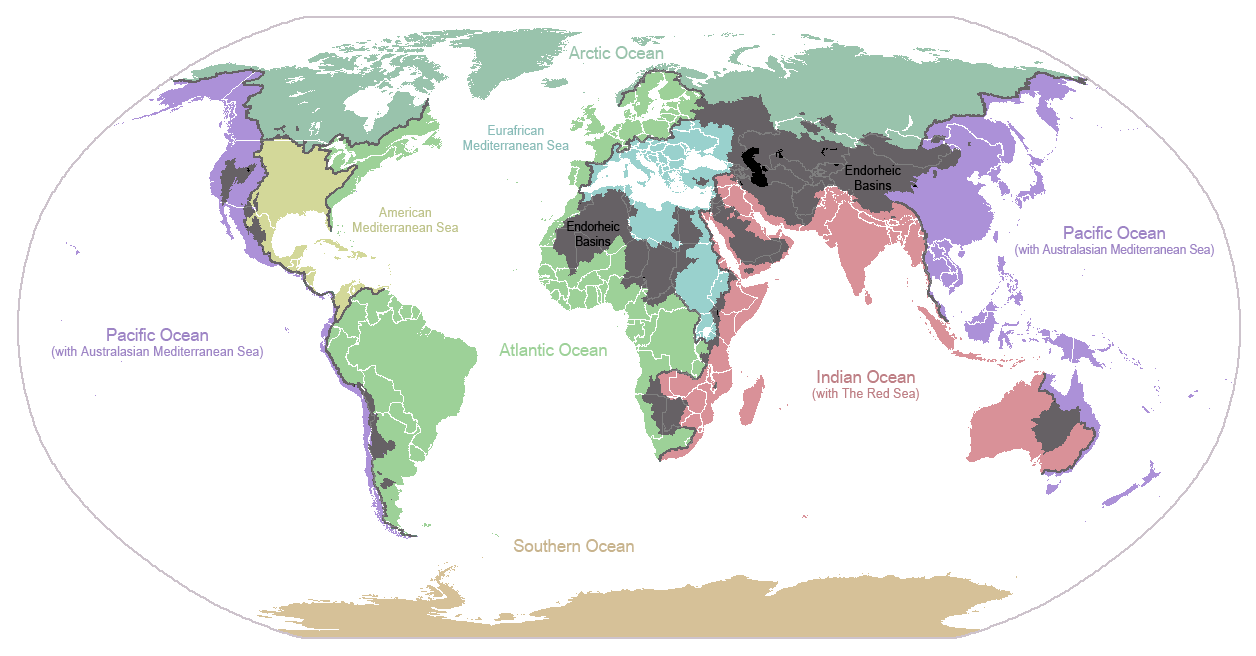
Principales divisorias de aguas de la Tierra. Las zonas grises corresponden a regiones endorreicas.

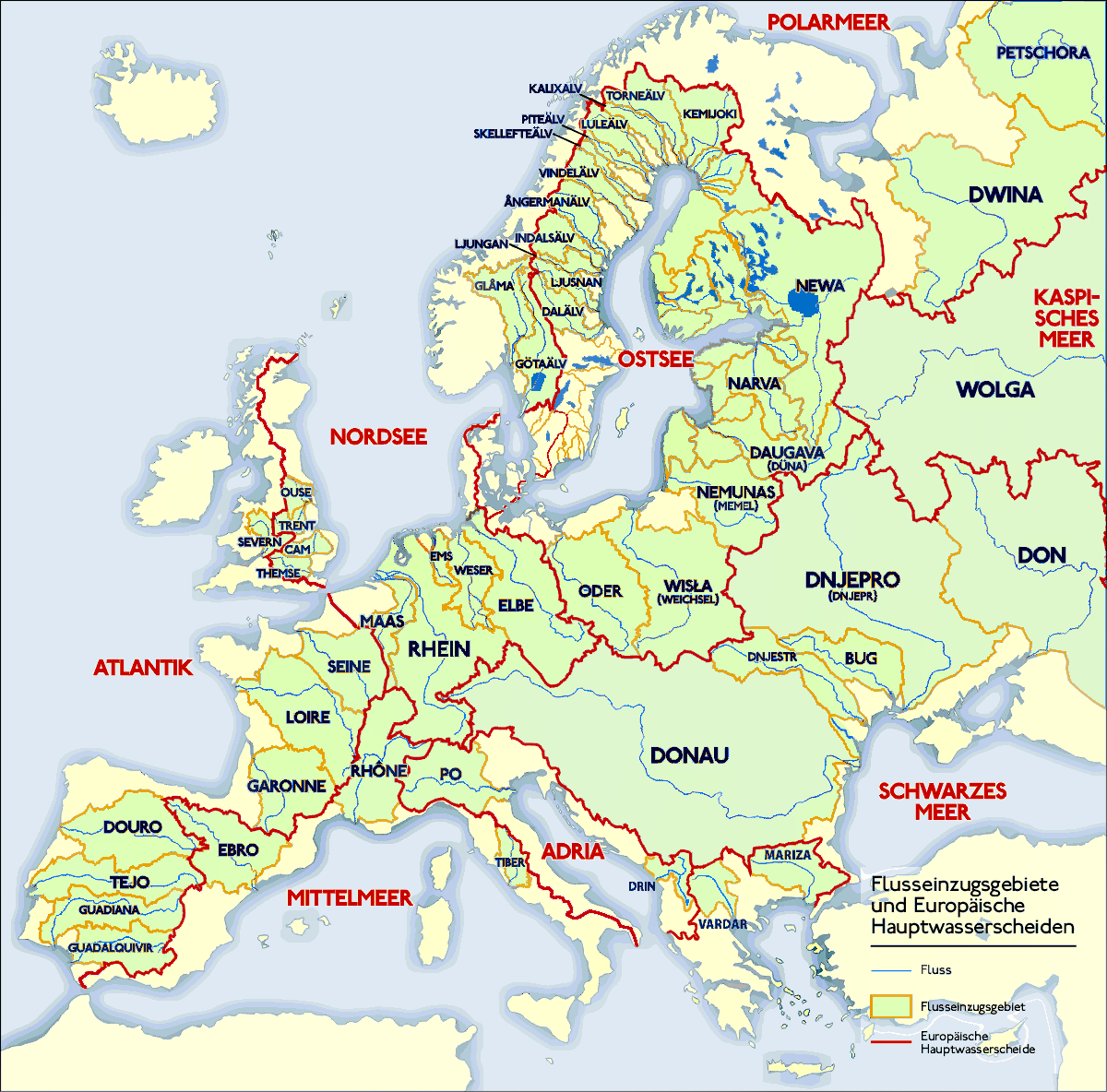
Principales líneas divisorias del drenaje de Europa.

La línea divisoria de las aguas, divisoria de drenaje o simplemente divisoria es el límite entre dos cuencas hidrográficas contiguas (dos vertientes hidrográficas contiguas). Las aguas de lluvia caídas a cada lado de la divisoria acaban siendo recogidas por los ríos principales de las cuencas o vertientes respectivas, pudiendo acabar en destinos muy distantes. Por ejemplo, la divisoria continental de América es la línea imaginaria que separa las aguas que acaban drenando el océano Pacífico de las que drenan al Atlántico. Las divisorias han sido usadas históricamente como criterio para marcar fronteras territoriales.
Cuando dos divisorias de aguas se topan, es decir, donde se encuentran tres cuencas hidrográficas, aparece un vértice o tripunto hidrográfico.

## En regiones montañosas

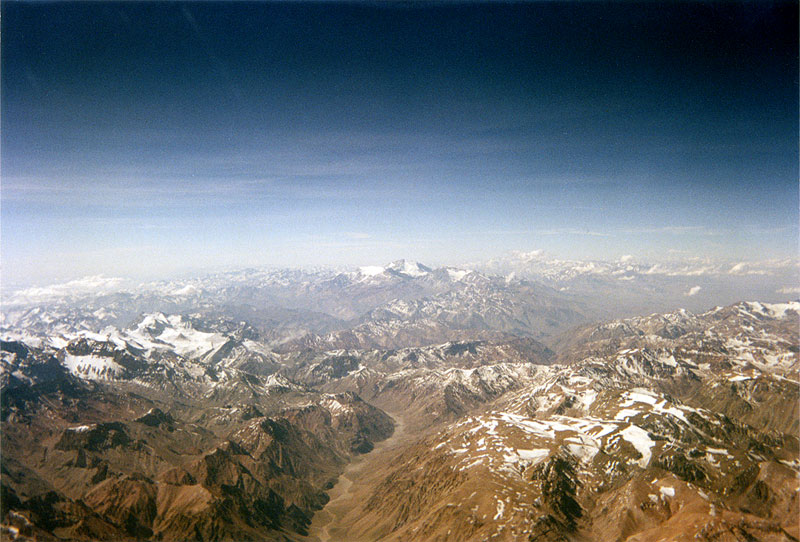
La cordillera de los Andes actúa normalmente como divisoria de las aguas de las vertiente del Atlántico y la vertiente del Pacífico en Sudamérica. Además es la divisoria territorial entre Argentina y Chile.

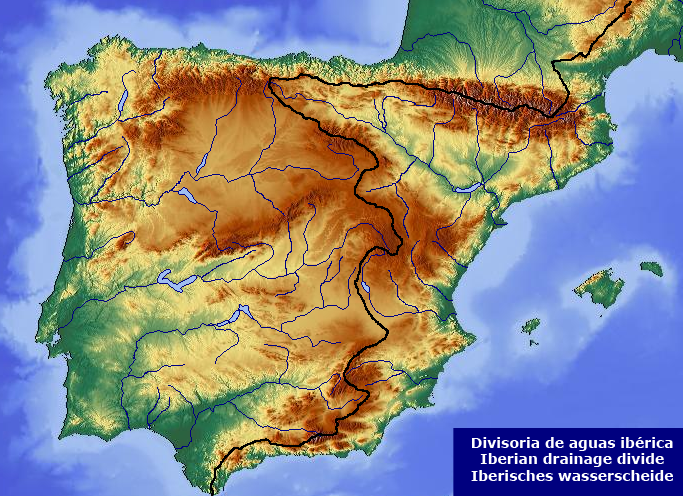
La divisoria ibérica.

En las regiones montañosas o de relieve acusado, la divisoria pasa por las crestas y elevaciones donde se unen las últimas vertientes de cada cuenca. Por el contrario, la fijación de una línea divisoria en las regiones pantanosas puede resultar casi imposible. Así, las aguas de los humedales de Bielorrusia, según las lluvias o la dirección del viento, pueden correr hacia el Mar Negro o hacia el Mar Báltico. Lo mismo ocurre con las cuencas del Amazonas y del río Paraná, cuyas aguas se encuentran mezcladas en su curso superior.

## En geopolítica
La línea divisoria de las aguas es un importante criterio geopolítico por el cual se han establecido limites internacionales entre países, estados o entidades subnacionales. La divisoria que marca en un continente las grandes vertientes entre diferentes océanos o mares se llama divisoria continental.

## En derecho romano
En derecho romano este criterio se denomina Divortium aquarum, que es una expresión latina que significa Divisoria de aguas. Dícese de la línea imaginaria que traza la separación entre dos vertientes o cuencas fluviales limítrofes. En el derecho internacional se recurre con frecuencia a las divisorias de aguas como criterio para establecer tramos de fronteras en regiones, como la Amazonia, con alta densidad de cauces fluviales y escasez de otras referencias geográficas o falta de fronteras históricas.